# Міксобактерії
Міксобактерії (Myxococcales) — порядок бактерій, які живуть переважно в ґрунті. Міксобактерії мають дуже великі геноми порівняно з іншими бактеріями, досягаючи 9 — 10 мільйонів пар нуклеотидів. Станом на 2003 рік міксобактерія Polyangium cellulosum мала найбільший бактеріальний геном — 12,2 мільйони пар нуклеотидів. Міксобактерії належать до типу протеобактерій (Proteobacteria), великої групи грам-негативних бактерій. Найвідоміший член цієї групи — міксобактерія Myxococcus xanthus, популярна у дослідників завдяки простоті вирощування в лабораторних умовах.
Міксобактерії активно рухаються за допомогою ковзання, яке має два незалежні механізми: A-рух (від англ. adventurous) та S-рух (від англ. social). A-рух дозволяє кожній бактерії пересуватися ізольовано від інших бактерій та потребує виділення слизу, хоча його точний механізм ще не відомий. S-рух ефективно застосовується для пересування у великих групах та потребує використання ворсинок IV типу. При цьому методі руху ворсинки протягаються з одного полюса бактерії, зв'язуються з підкладкою чи іншою бактерією, та втягуються назад.
Міксобактерії живляться за рахунок полювання на інших бактерій. Вони зазвичай подорожують у великих групах, що утримуються разом міжклітинними молекулярними сигналами та ворсинками. Така висока концентрація бактерій необхідна, щоб забезпечити високу концентрацію позаклітинних ферментів для того, щоб убивати та перетравлювати здобич. Міксобактерії виробляють та виділяють низку хімічних речовин, корисних для біомедичної промисловості, наприклад деякі антибіотики.

## Життєвий цикл
Коли їжі не вистачає, міксобактерії створюють плодові тіла, складені з сотень тисяч бактерій, де вони перетворюються на мікроспори, здатні витримувати періоди посухи та інших несприятливих умов. Цей процес контролюється багатьма хімічними сигналами, які вони виділяють. Ці плодові тіла можуть набувати різних форм і кольорів, залежно від різновиду міксобактерій. Коли умови стають сприятливішими, ці спори перетворюються назад на паличкоподібних бактерій, які з одного плодового тіла можуть уже сформувати велику групу, здатну для полювання. Подібні життєві цикли розвинуті серед певних амеб.

## Лабораторії, що вивчають міксобактерій
- Лабораторія Кайзера (Dale Kaiser), Стенфордський університет, Каліфорнія
- Лабораторія Зінґера (Mitch Singer), Університет Каліфорнії, Девіс
- Лабораторія Велча (Roy Welch), Університет Сіракуз, Нью-Йорк
- Лабораторія Каплан (Heidi Kaplan), Університет Техасу, Г'юстон
- Лабораторія Зеґор-Андерсен (Lotte Søgaard-Andersen), Інститут імені Макса Планка, Марбурґ, Німеччина
- Лабораторія Ші (Wenyuan Shi), Університет Каліфорнії, Лос-Анджелес
- Лабораторія Зусмана (David Zusman), Університет Каліфорнії, Берклі